# (2896) Preiss
(2896) Preiss (1931 RN; 1934 NT; 1964 RF; 1970 GV1; 1977 PH; 1983 AM2; A908 UA) ist ein ungefähr sieben Kilometer großer Asteroid des inneren Hauptgürtels, der am 15. September 1931 vom deutschen (damals: Weimarer Republik) Astronomen Karl Wilhelm Reinmuth an der Landessternwarte Heidelberg-Königstuhl auf dem Westgipfel des Königstuhls bei Heidelberg (IAU-Code 024) auf der Halbinsel Krim (IAU-Code 095) entdeckt wurde.

## Benennung
(2896) Preiss wurde 1992 nach Günter Preiss (* 1929) anlässlich dessen Pensionierung als Anwalt und Verwalter der Max-Planck-Gesellschaft benannt. Er war maßgeblich am Aufbau und der Entwicklung des Max-Planck-Instituts für Kernphysik in Heidelberg sowie des vom Institut betriebenen Calar-Alto-Observatoriums (IAU-Code 493) am Calar Alto in der Provinz Almería (Spanien) beteiligt. Gleiches gilt für sein Engagement am Max-Planck-Institut für Radioastronomie in Bonn. Die Benennung wurde vom deutschen Astronomen Hans Elsässer vorgeschlagen und von den deutschen Astronomen Gerhard Klare und Lutz D. Schmadel unterstützt.